# 안동김씨 태장재사
안동김씨 태장재사(安東金氏 台庄齋舍)는 경상북도 안동시 서후면 태장리에 있는 재사이다. 1981년 4월 25일 경상북도의 민속문화재 제26호로 지정되었다.

## 지정 사유
안동 김씨 시조 태사 김선평 공의 묘를 지키고 제사를 지내기 위한 집으로 조선 영조 26년(1750)에 후손들이 지었으나 식수난과 질병이 겹쳐 원래 있던 승려집을 철거하고 정조 17년(1793)에 다시 지었다. 1913년에 10칸을 다시 짓고 1960년에 수리하였다.
태장재사라 하는 것은 재사 전체를 일컫는 말이며 ㅁ자형의 재사와 一자형의 이상루, ㄷ자형의 관리사로 구성되어 있다. 재사는 내정보다 한단 높게 구성되어 있는 건물이다. 처마 끝에는 빛이나 비를 막기 위해 설치한 차양이 있으며, 간결하고 검소한 집이다. 재사에는 제수를 준비하는 유사실과 전사청, 참제원실이 있다. 이상루는 집의 전면에 있는 건물로 제사 지낸 후에 음식을 먹거나 문중회의를 여는 장소로 사용되는 곳이다.
이 지역 재사 건물 가운데서도 규모가 비교적 크고 각 부분이 용도에 따라 명확히 구분되어 있는 건물로 해마다 10월 10일에 제사를 지낸다.

## 세부 내역
| 번호   | 사진 | 명칭                | 소재지                        | 관리자 (단체) | 지정일               | 참조 |
| 26-1호 |      | 이상루 (履霜樓)     | 경북 안동시 서후면 태장리 249 | .             | 1981년 4월 25일 지정 |      |
| 26-2호 |      | 태장재사 (台庄齋舍) | 경북 안동시 서후면 태장리 249 | .             | 1981년 4월 25일 지정 |      |
| 26-3호 |      | 고직사 (庫直舍)     | 경북 안동시 서후면 태장리 249 | .             | 1981년 4월 25일 지정 |      |

## 참고 문헌
- 안동김씨 태장재사 - 국가유산청 국가유산포털